# إدريس العالي بالله
العالي بالله إدريس بن يحيى بن علي بن حمود (المتوفي في عام 446 هـ) سادس حكام طائفة مالقة في عهد ملوك الطوائف، وابن خليفة قرطبة ومؤسس طائفة مالقة يحيى المعتلي بالله وشقيق الحسن المستنصر بالله.

## حياته
بعد مقتل الحسن المستنصر بالله، اعتلى الوزير نجاء الصقلبي كرسي الحكم في طائفة مالقة الذي حرص أعوانه على سجن إدريس بن يحيى شقيق الأمير المقتول، وزجه إلى السجن ليأمن منافسته. إلا أن نجاء لم يهنأ بالحكم طويلاً فبعد نحو شهر من حكمه، أطاح به عدد من الجند وقتلوه، وأخرجوا إدريس من سجنه، وبايعوه في 6 جمادى الثانية 434هـ. تلقًب إدريس بالعالي بالله وذلك في جمادى الثانية 434هـ، وأطاعته بربر غرناطة وقرمونة وجيان وغيرها.
كان إدريس جواداً شفوقًا برعيته، إلا أنه كان أميرًا سيء البطانة ضعيف الرأي، فانقلب عليه ابن عمه محمد بن إدريس في شعبان 438هـ، ففر إدريس مع صحبه إلى ببشتر. حرص باديس بن حبوس زعيم غرناطة على معاونة إدريس بجنده على استعادة عرشه، فغزيا مالقة، ولكن دون جدوى. لذا، عبر إدريس بأهله إلى سبتة، في ضيافة واليه عليها سواجات البرغواطي، ثم انتقل لفترة إلى رندة عند حاكمها أبي نور بن أبي قرة اليفرني.
كان محمد بن إدريس شديدًا في التعامل مع معارضيه، لذا اجتمع رأي معارضيه من زعماء البربر وعلى رأسهم باديس بن حبوس بوجوب خلعه، والدخول في طاعة محمد بن القاسم المهدي بالله صاحب الجزيرة الخضراء، الذي فشل في هزيمة قوات محمد بن إدريس والدخول بقواته إلى مالقة للتأكيد على بيعة زعماء البربر له. فيما ذهب رأي البعض الآخر كأبي النور بن أبي قرة اليفرني صاحب رندة على الاعتراف بطاعة إدريس العالي بالله. فلجأوا لقتل محمد بن إدريس بالسم في أواخر سنة 444 هـ، وبايعوا من بعده ابن أخيه إدريس بن يحيى السامي بالله.
بعد أن تولى السامي بالله بفترة قصيرة، أصابته لوثة، فغادر مالقة، وهام على وجهه في صفة تاجر، وعبر إلى المغرب، فأمسكه بعض رجالها، وأخذوه إلى سبتة، حيث قتله حاكمها سواجات في عام 444هـ. ولما مات السامي بالله، سار إدريس العالي بالله إلى مالقة واستقبله أهلها ونصبوه من جديد، واستمر في الحكم حتى توفي عام 446هـ بعد أن عهد بالحكم لابنه محمد.